# (864) Aase
Pour les articles homonymes, voir Aase.
(864) Aase est un astéroïde de la ceinture principale découvert le 30 septembre 1921 par l'astronome allemand Karl Reinmuth. Sa désignation provisoire était A921 SB.
L’astéroïde a été nommé d’après un personnage de la pièce de théâtre Peer Gynt d’Henrik Ibsen.